# Liga pentru Unitatea Culturală a tuturor Românilor

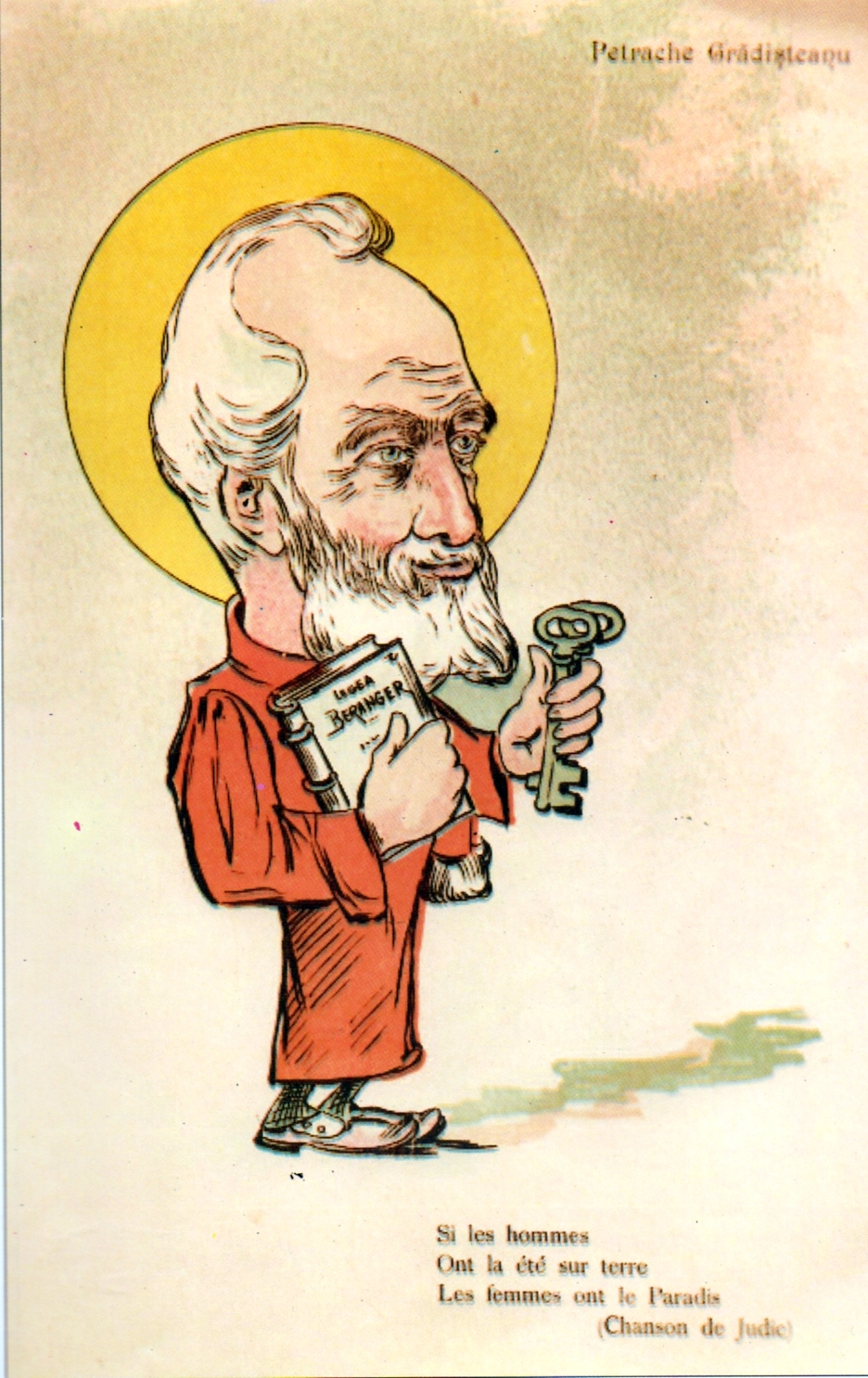
Petru Grădișteanu, președintele Ligii (caricatură de Nicolae Petrescu-Găină).

Liga pentru Unitatea Culturală a tuturor Românilor (cunoscută și sub numele de Liga Culturală) a fost o organizație din Regatul României care milita pentru egalitatea socială, politică și națională a românilor din Transilvania. În 1914 și-a schimbat numele în „Liga pentru Unitatea Politică a tuturor Românilor”, pronunțânu-se deschis pentru separarea Transilvaniei de Austro-Ungaria.

## Istoric
A fost înființată la data de 15 septembrie 1890, la inițiativa unor studenți și personalități culturale întruniți la Universitatea din București. Odată cu înființarea, ea a purtat o bogată activitate politică pentru întărirea unității naționale a tuturor românilor din România și Transilvania. A emis primul Apel pentru apărarea drepturilor românilor la data de 24 ianuarie 1891.
Conform Statutului oficial, discutat și aprobat la 25 mai 1892 în cadrul ședinței Congresului, se evidențiau principalele domenii organizatorice care să contribuie la o desfășurare cât mai facilă a activității lor. Statutul reglementa criteriul de selecție a membrilor în ligă, responsabilitățile fiecăruia - loialitate față de scopul Ligii, consecințele specifice în situația achitării contribuțiilor lunare sub forma unor „cotizații” - și anume incapacitatea membrului de a participa la ședințe sau la vot, respectiv excluderea lui de către casier din organizație.
La nivel administrativ societatea se clasifica pe secții județene reprezentate de către un comitet fiecare, întrebuințându-se lor, rolul de a se gestiona în fața adunării membrilor. În acest cadru, sfera de conducere a Ligii se atribuie Comitetului Central Executiv format din nouă membrii domiciliați în București, fiind aleși de către congres. Totodată, acest comitet are rolul de a monitoriza și de a menține, în condiții optime de funcționare, întreaga activitate a Ligii. Pe lângă el, li se vor alătura și trei censori răspunzători de aspectele financiare ale organizației. Tot în acest nivel, se vor regăsi instituirea președintelui de onoare și a forului suprem, Congresul.
Conform Statutului (din anul 1892), erau menționați drept membri G.C. Cantacuzino, N. Filipescu, G. G. Bursan și Barbu Șt. Delavrancea și censori Șt. Sihleanu, N. Cosăcescu și I. Nenițescu. Printre ei, îi regăsim și pe I. C. Grădișteanu în funcția de vice-președinte, Șt. Perietzeanu-Buzău - casier, iar secretariatul a fost atribuit domnilor I. Lupulescu și I. Bianu.   
În privința Adunărilor Ligii, fiecare secție județeană trebuia să organizeze, obligatoriu, câte o adunare generală în luna noiembrie. Și pentru acest aspect, întâlnim diverse condiții de funcționare și de desfășurare indiferent de gradul adunării în sine - generală sau extraordinară. Datele susținerii acestora vor fi propuse de către comitete, existând și soluția de amânare a lor dacă nu se întruneau o treime dintre membrii secției, iar în cazul desfășurării lor, prin vot majoritar, deciziile și temele variate discutate erau, ulterior, aprobate și consemnate într-un proces verbal. Aici, conform Statutelor Ligei pentru unitatea culturală a tuturor românilor, se regăseau și datele de organizare a propriului congres. Un alt fapt marcant, se relevă prin participarea unor personalități ale culturii românești la aceste adunări, amintindu-i pe: Nicolae Iorga, Vasile Pârvan, Dimitrie Onciul, A. D. Xenopol, Barbu Stefanescu Delavrancea, Ștefan Octavian Iosif, Al. Macedonschi, Ioan Slavici și alții. 
În următoarele capitole al Statutului sunt acceptate: în ce mod se aleg comitetele și ce responsabilități dețin, rolul censorilor în ligă, raporturile de comunicare între secțiile județene, fondurile ligii și din ce se compun ele, despre alte secții, urmând și aspectele generale. Ca ultim capitol, în final, acesta evidențiază unitatea și implicarea activă a membrilor de a fi loiali acestei organizații. În fapt, această ligă va fi distinctă printr-un sigiliu rotund cu inscripția <<Liga pentru unitatea Culturală a tuturor Românilor>> sau cu înscripția <<Comitetul central executiv>> și cu data de <<24 Ian. 1891, Secțiunea ... (numele comunei)>> în mijlocul sigiliului. În plus, fiecare secție va dispune de un steag în culorile naționale, având următoarele inscripții: <<Unirea face tăria>> - pe câmpul albastru, sigiliul ligii pe câmpul galben și <<In hoc signo vinces>> - pe câmpul roșu. Se formează și o cocardă pentru membri ligii și se aduc la cunoștință urmările în cazul unei dizolvări.
În anul 1948 Liga a fost desființată.          

## Președinți
- Alexandru Hristea Orăscu (1890-1892)
- Grigore Brătianu (1892-1893)
- V. A. Urechia (1893-1897)
- Mihai Vlădescu (1897-1903)
- Petru Grădișteanu (1903-1908)
- Sava Șomănescu (1908-1910)
- Virgil Arion (1910-1914)
- Vasile Lucaciu (1914-1918)
- Nicolae Iorga (1919-1940)
- Dr. Constantin I. Angelescu (1941-1947)